# Raffaella Rossi Manaresi
Raffaella Rossi Manaresi (Bologna, 1924 – Bologna, 30 aprile 2011) è stata una chimica italiana.

## Biografia
Si laureò nel 1948 in chimica presso la facoltà di scienze chimiche fisiche e naturali dell'Università di Bologna. Cominciò la sua attività di ricercatrice in biochimica insieme al marito, Prof. Carlo Alfonso Rossi, e la sua attività di chimico dei beni culturali in seguito all'alluvione di Firenze del 1966, dimostrando ben presto una instancabile passione e dedizione per l'applicazione delle scienze chimiche alla conservazione delle opere d'arte. Prestò la sua opera dapprima al comune di Bologna e, in seguito, alla Soprintendenza alle Belle Arti di Bologna, dove insieme ai soprintendenti Gnudi ed Emiliani vollero istituire il primo laboratorio scientifico per la conservazione dei beni culturali. Erano anni pionieristici per questa disciplina, nei quali Raffaella Rossi Manaresi dedicò i suoi studi alla conservazione dei materiali lapidei, come testimoniato dai convegni internazionali del Centro per la conservazione delle culture all'aperto (di cui fu promotrice e curatrice dal 1969 fino alla fine degli anni ottanta) e da numerosi lavori pubblicati sulla rivista Studies in Conservation.
Tra i primi suoi studi sul trattamento della pietra con materiali polimerici riguardarono il protiro della Cattedrale di Ferrara, la facciata di San Petronio e le formelle di Jacopo della Quercia a Bologna, nonché le sculture del battistero di Parma. Importanza primaria rivestono i suoi studi tecnici sulla scultura policroma romanica e gotica e gli studi sui trattamenti dei mattoni a vista. Divenne direttrice del laboratorio scientifico della Fondazione Cesare Gnudi. Stabilì innumerevoli contatti scientifici internazionali e fu nominata fellow dell'International Institute for Conservation di Londra. Nel 1990 al Convegno Internazionale Lavas and Volcanic Tuff sull'Isola di Pasqua, le fu attribuito il premio alla carriera.
La divisione chimica dell'ambiente e dei beni culturali della Società Chimica Italiana assegna una medaglia a lei intitolata.